# Alopecurus carolinianus
Alopecurus carolinianus es una hierba de la familia de las glandesgramíneas. Es originaria de Norteamérica.

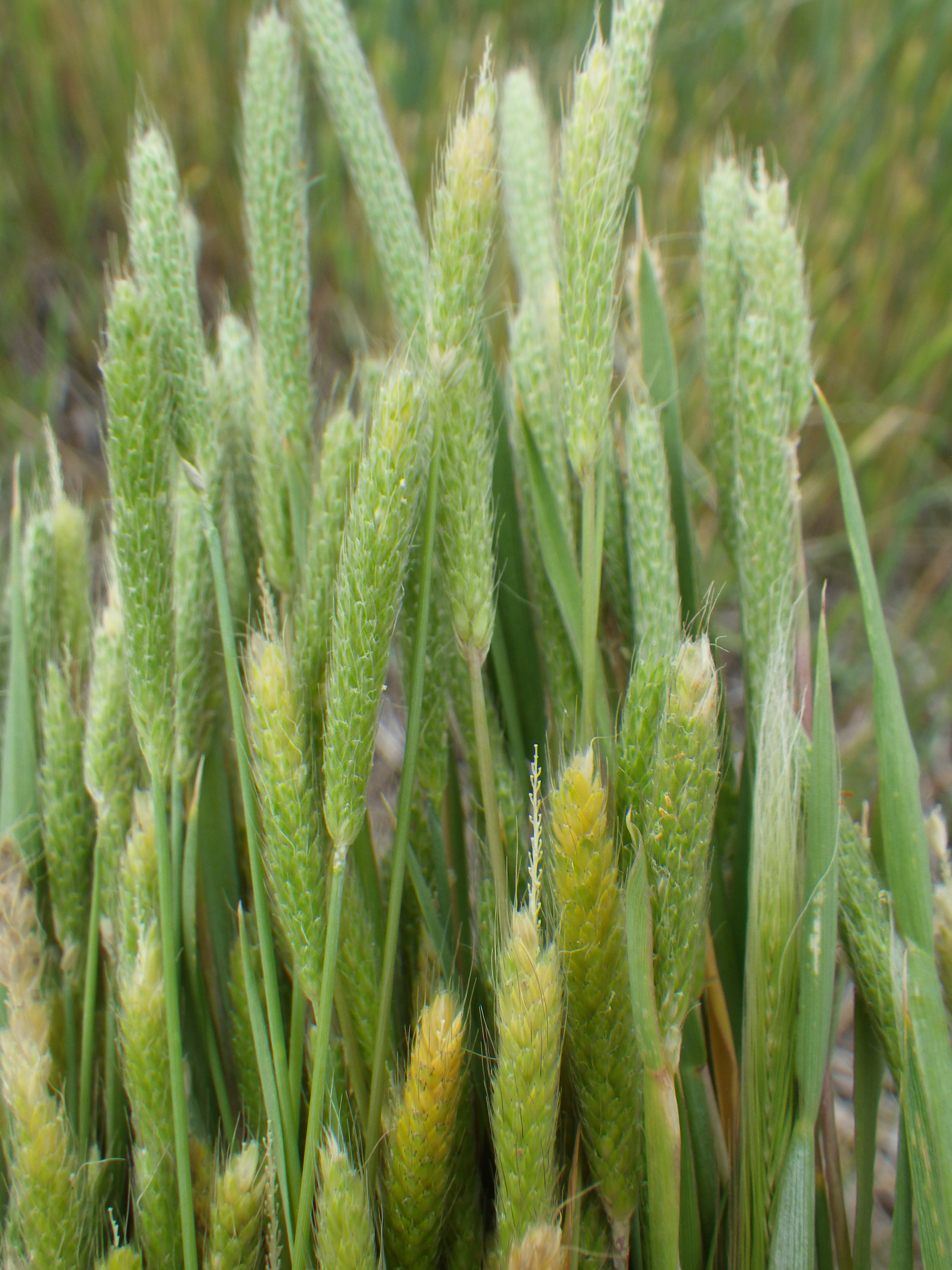
Inflorescencia

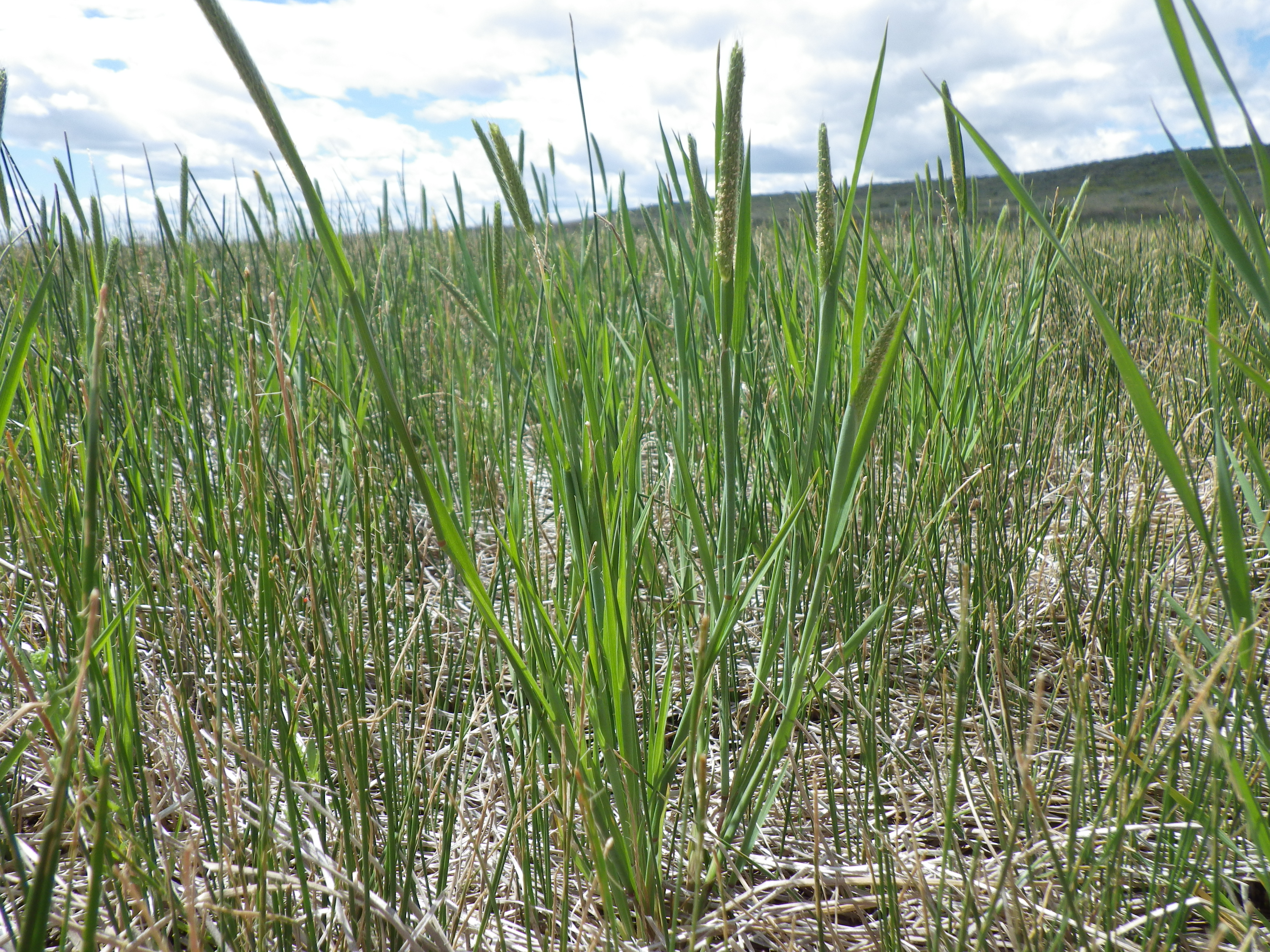
Vista de la planta en su hábitat

## Descripción
Son plantas anuales que forma  manojos de tallos erectos de hasta medio metro de altura. Las hojas son de 8 a 15 centímetros de longitud máxima. La inflorescencia es densa, cilíndrica, y de sólo unos pocos centímetros de largo. Florece con anteras  en amarillo al naranja brillante.

## Distribución y hábitat
Es nativo de gran parte de América del Norte, incluyendo la mayor parte de los Estados Unidos y el oeste de Canadá. Puede ser una especie introducida en muchas áreas, sin embargo. Es más común en las zonas húmedas.

## Taxonomía
Alopecurus carolinianus fue descrita por  Thomas Walter y publicado en Flora Caroliniana, secundum . . . 74. 1788.
Etimología
Alopecurus nombre genérico que proviene del griego alopes -ekos, (zorro), y oura (cola), por la forma de la panícula.
carolinianus: epíteto geográfico que alude a su localización en Carolina. 
Sinonimia
- Alopecurus geniculatus var. caespitosus Scribn.
- Alopecurus geniculatus var. ramosus (Poir.) H.St.John
- Alopecurus gracilis Willd. ex Trin.
- Alopecurus macounii Vasey
- Alopecurus pedalis Bosc ex P.Beauv.
- Alopecurus pedatus Steud.
- Alopecurus ramosus Poir.[3][4]